# Patinação artística nos Jogos Olímpicos de Inverno de 2002 - Individual feminino
A competição individual feminina da patinação artística nos Jogos Olímpicos de Inverno de 2002 foi disputado no dia 21 de fevereiro entre 30 patinadoras.

## Medalhistas
| Ouro   | USA Sarah Hughes    |
| Prata  | RUS Irina Slutskaya |
| Bronze | USA Michelle Kwan   |

## Resultados
| #                                            | Nome               | País               | Pontos | PC | FS |
| -------------------------------------------- | ------------------ | ------------------ | ------ | -- | -- |
|                                              | Sarah Hughes       | USA Estados Unidos | 3.0    | 4  | 1  |
|                                              | Irina Slutskaya    | RUS Rússia         | 3.0    | 2  | 2  |
|                                              | Michelle Kwan      | USA Estados Unidos | 3.5    | 1  | 3  |
| 4                                            | Sasha Cohen        | USA Estados Unidos | 5.5    | 3  | 4  |
| 5                                            | Fumie Suguri       | JPN Japão          | 8.5    | 7  | 5  |
| 6                                            | Maria Butyrskaya   | RUS Rússia         | 8.5    | 5  | 6  |
| 7                                            | Jennifer Robinson  | CAN Canadá         | 11.0   | 8  | 7  |
| 8                                            | Julia Sebestyen    | HUN Hungria        | 11.0   | 6  | 8  |
| 9                                            | Viktoria Volchkova | RUS Rússia         | 16.0   | 12 | 10 |
| 10                                           | Silvia Fontana     | ITA Itália         | 17.5   | 11 | 12 |
| 11                                           | Elina Kettunen     | FIN Finlândia      | 18.0   | 18 | 9  |
| 12                                           | Galina Maniachenko | UKR Ucrânia        | 18.5   | 15 | 11 |
| 13                                           | Sarah Meier        | SUI Suíça          | 20.5   | 9  | 16 |
| 14                                           | Elena Liashenko    | UKR Ucrânia        | 21.0   | 16 | 13 |
| 15                                           | Laetitia Hubert    | FRA França         | 22.0   | 14 | 15 |
| 16                                           | Vanessa Gusmeroli  | FRA França         | 22.0   | 10 | 17 |
| 17                                           | Yoshie Onda        | JPN Japão          | 22.5   | 17 | 14 |
| 18                                           | Julia Soldatova    | BLR Bielorrússia   | 29.0   | 22 | 18 |
| 19                                           | Idora Hegel        | CRO Croácia        | 30.5   | 23 | 19 |
| 20                                           | Vanessa Giunchi    | ITA Itália         | 30.5   | 21 | 20 |
| 21                                           | Zuzana Babiakova   | SVK Eslováquia     | 31.0   | 20 | 21 |
| 22                                           | Mojca Kopac        | SLO Eslovênia      | 31.5   | 19 | 22 |
| 23                                           | Roxana Luca        | ROU Romênia        | 35.0   | 24 | 23 |
| WD                                           | Tatiana Malinina   | UZB Uzbequistão    |        | 13 |    |
| Não avançaram para fase de "Patinação livre" |                    |                    |        |    |    |
| 25                                           | Stephanie Zhang    | AUS Austrália      |        | 25 |    |
| 26                                           | Park Bit-Na        | KOR Coreia do Sul  |        | 26 |    |
| 27                                           | Julia Lebedeva     | ARM Armênia        |        | 27 |    |

Legenda
| Recorde mundial      | Recorde mundial (World record)               |                       | Recorde africano                      | Recorde africano (African) |                                           | Q | Classificado por posição (Qualified) |
| Recorde olímpico     | Recorde olímpico (Olympic record)            | Recorde da América    | Recorde da América (Americas)         | q                          | Classificado por melhor tempo (Qualified) |   |                                      |
| Melhor marca do ano  | Melhor marca do ano (World leading)          | Recorde asiático      | Recorde asiático (Asian)              | DNS                        | Não largou (Did not start)                |   |                                      |
| Recorde nacional     | Recorde nacional (National record)           | Recorde europeu       | Recorde europeu (European)            | DNF                        | Não terminou (Did not finish)             |   |                                      |
| Recorde pessoal      | Recorde pessoal do atleta (Personal best)    | Recorde da Oceania    | Recorde da Oceania (Oceania)          | DSQ / DQ                   | Desclassificado (Disqualified)            |   |                                      |
| Recorde da temporada | Recorde da temporada do atleta (Season best) | Recorde sul-americano | Recorde sul-americano (South America) | NM                         | Sem marca (No mark)                       |   |                                      |